# رون زاکاپا
رون زاکاپا (انگلیسی: Ron Zacapa) شرکت نوشیدنی گواتمالایی است، که در سال ۱۹۷۶ تأسیس شد.